# レグホーン・チキン

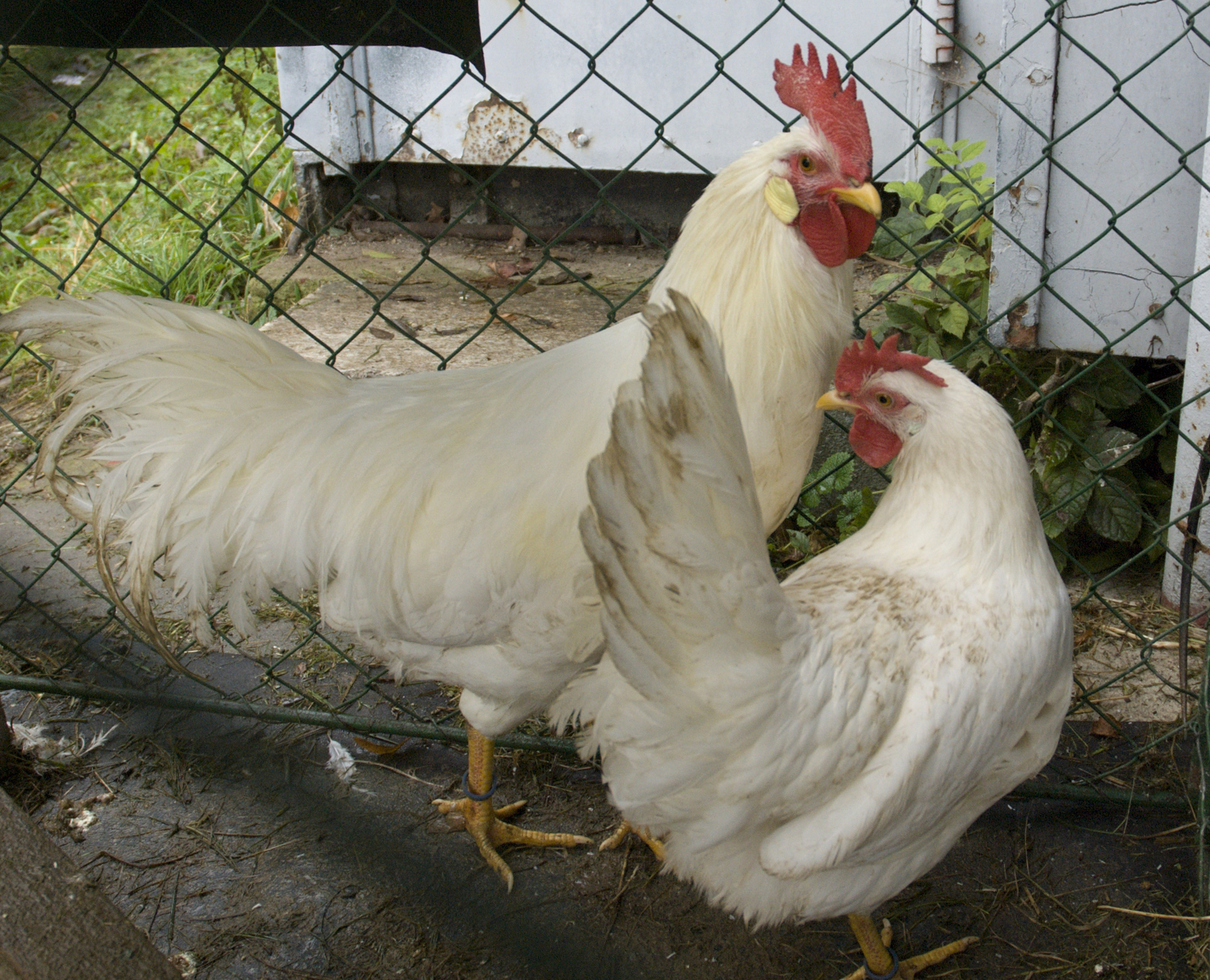
白色レグホーン（左がオス、右がメス）

レグホーン （Leghorn アメリカ: [ˈlɛɡhɔːrn] 、 イギリス: [lɛˈɡɔːrn] ; イタリア語: LivornoリヴォルノまたはLivorneseリヴォルネーゼ ）は、イタリア中部のトスカーナで生まれた鶏の品種。
鳥は1828年にイタリアの西海岸にあるトスカーナの港湾都市リヴォルノから北米に最初に輸出された。
彼らは当初「イタリアン」と呼ばれていたが、1865年までにこの品種は「レボルノ」（Livorno）の伝統的な英語化である「レグホーン」（Leghorn）として知られていた。
この品種は1870年にアメリカからイギリスに導入される。
ホワイトレグホーンは、世界の多くの国で産卵鶏として一般的に使用されている。 他のレグホーンの品種はあまり一般的ではない。
レグホーンの起源は諸説あるが、トスカーナの田舎で生まれた軽い品種に由来すると言われている。名前は、最初の鳥が北アメリカに輸出されたトスカーナの港であるリボルノの伝統的な英語よみレグホーンに由来している。
最初の輸出の日付は、1828年、「1830年頃」、1852年とさまざまな説が報告されている。当初は「イタリアン」として知られていた。1865年にマサチューセッツ州ウスターで「レグホーンズ」と最初に呼ばれた。  
レグホーンは、1874年に米国標準規格に組み込まれた際、黒、白、茶色（明暗）の3色。ローズコームライトとダークブラウンは1883年に追加され、ローズコームホワイトは1886年に追加された。シングルコームバフとシルバーは1894年に続き、レッド、ブラックテールレッド、コロンビアンは1929年に追加された。1981年にローズコームブラック、バフ、シルバー、とゴールデンダックウィングが追加された。  
この品種は1870年にアメリカからイギリスに導入され、そこからイタリアに再輸出された。 1868年のニューヨークショーで一等賞を獲得したホワイトレグホーンは1870年に、1872年から茶色レグホーンがイギリスに輸出される。これらの鳥は、重量で1.6 kgを超えない小型で、メノルカとマレーの系統との交配により体重が増加した。パイルレグホーンは1880年代にイギリスで最初に飼育された。金と銀のアヒルの羽は数年後フェニックスまたは日本の横浜鳥との交配から生まれた。バフレグホーンは1885年にデンマークで、1888年にイギリスで生まれた。

## 特徴

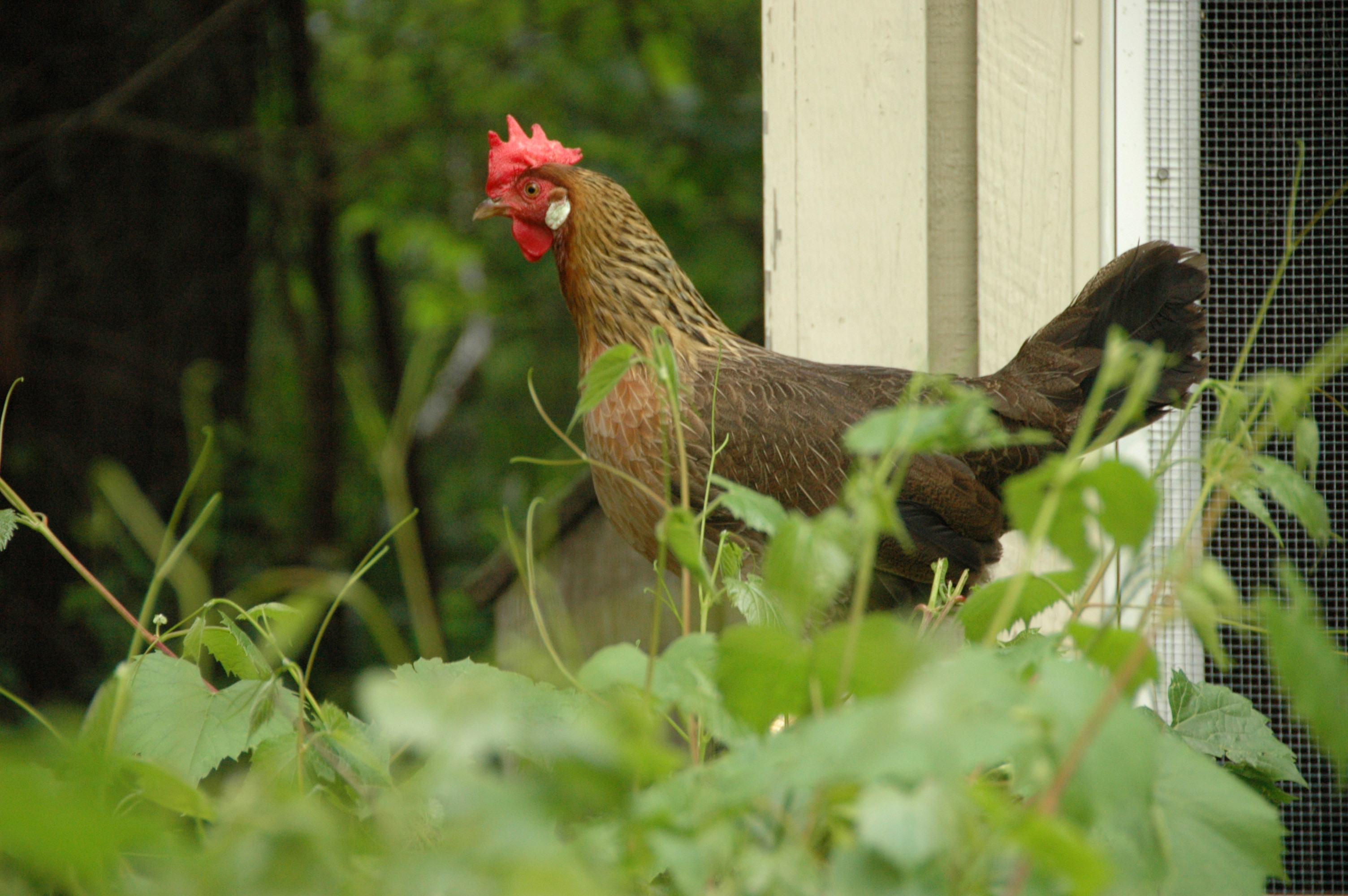
茶色レグホーンのメス

リボルノの品種基準が最近のイタリアでは、10種類の色が認められている。 ドイツのレグホーン品種には別のイタリア規格、イタリアーナ（ ドイツ語 ： Italiener ）がある。Fédération françaisedes volailles（フランス家禽連盟）は、品種を4つのタイプ、アメリカンホワイト、イングリッシュホワイト、古いタイプ（ゴールデンサーモン）、およびモダンタイプに分けており、普通サイズで17種類、小形種（バンタム）で14種類の色がリストされている。また、 autosexing（ヒナの毛色や模様の違いで性鑑別が容易な）品種であるCream Legbarも認識されている。アメリカ家禽協会とアメリカバンタム協会の両方が、白、赤、黒尾の赤、薄茶色、濃い茶色、黒、バフ、コロンビア、バフコロンビア、バード、シルバーなど、多くのレグホーン品種を認めている。英国では、Leghorn Clubは、ゴールデンダックウィング、シルバーダックウィング、パートリッジ、ブラウン、バフ、エクスチェンジャー、コロンビア、パイル、ホワイト、ブラック、ブルー、まだら、カッコウ、ブルーレッド、ラベンダー、レッド、クレル、バフコロンビアン18の色を認識している。ほとんどのレグホーンの鶏冠は単冠である。一部の国ではバラ冠も許可されているが、イタリアでは許可されていない。脚は明るい黄色で、耳朶（じだ）は白。  
イタリアの規格では、雄鶏の重量範囲が2.4kgから2.7kg、雌鶏が2.0kgから2.3kg   となっている。イギリスの基準によると、雄成鳥の重量が3.4kg、雌成鳥が2.5kg、雄若鳥が2.7kgから2.95kg、雌若鳥は2.0kgから2.25kgとなっている。バンタムの最大重量は、雄鶏が1020g、雌鶏が910g。足輪のサイズは、雄鶏が18mm、雌鶏が16mm。  
レグホーンは白い卵の良い生み手であり、平均して年間280個、時には300〜320個に達し、その重量は少なくとも55 gである。 ホワイトレグホーンは、 商業および産業用の生産性の高い産卵ハイブリッドを生むためによく活用されている。